# Mr. Children 1996-2000
Mr. Children 1996–2000 è il secondo greatest hits del gruppo musicale giapponese Mr. Children pubblicato l'11 luglio 2001. L'album è arrivato alla seconda posizione della classifica Oricon ed ha venduto 1 004 190 copie.

## Tracce
1. Na mo Naki Uta (名もなき詩?) – 5:31
2. Hana -Mémento Mori- (花 -Mémento-Mori-?) – 4:49
3. Mirror – 3:02
4. Everything (It's you) – 5:24
5. ALIVE – 6:43
6. Nishi e Higashi e (ニシエヒガシエ?) – 5:00
7. Hikari no Sasu Hou he (光の射す方へ?) – 6:53
8. Owari Naki Tabi (終わりなき旅?) – 7:09
9. La La La (ラララ?, Ra Ra Ra) – 5:23
10. Tsuyogari (つよがり?) – 5:10
11. Kuchibue (口笛?) – 5:50
12. NOT FOUND – 4:56
13. Hallelujah – 6:47